# August Theodor von Grimm

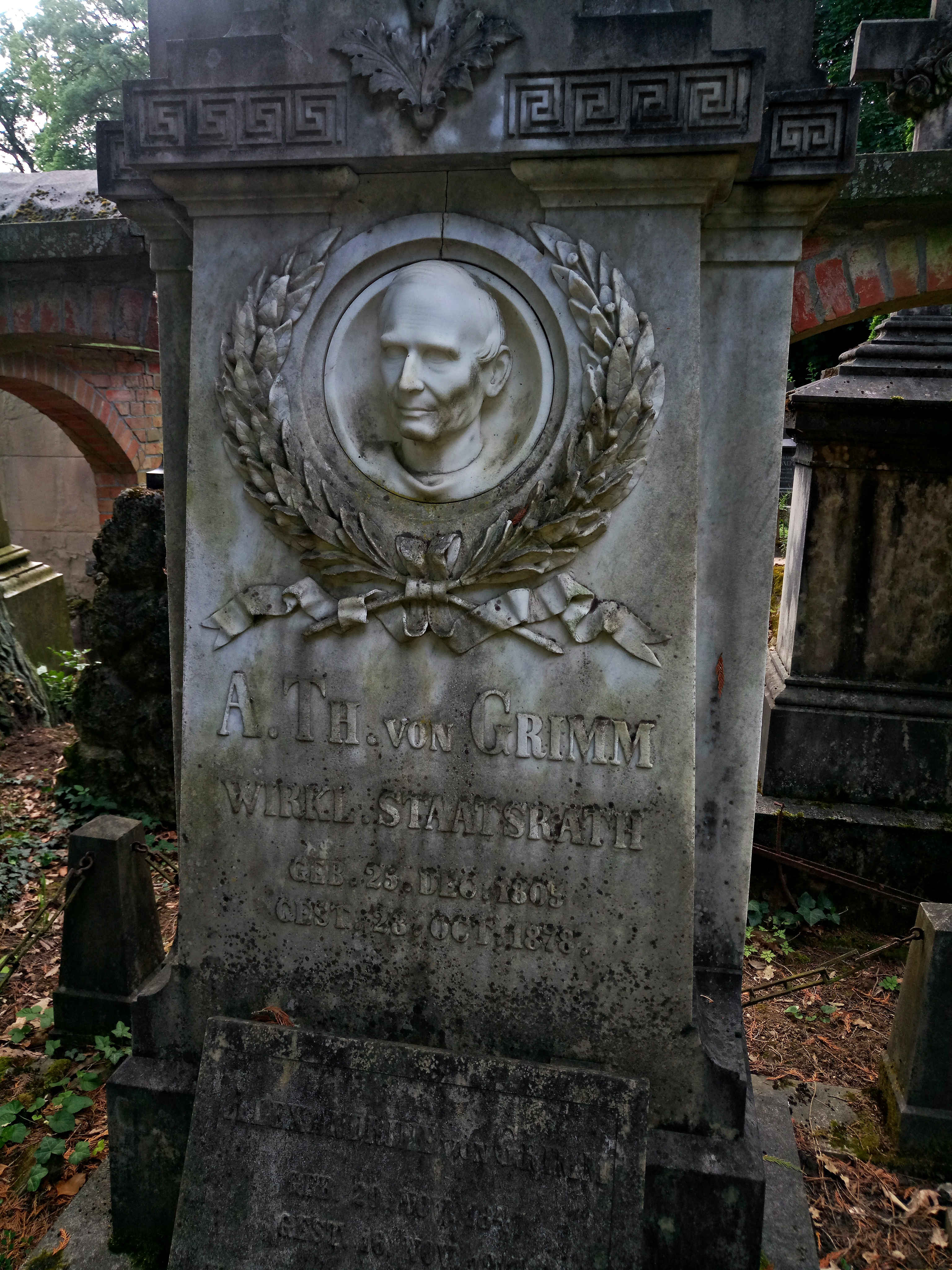
Grabmal mit Porträtbüste

August Theodor von Grimm (* 25. Dezember 1805 in Stadtilm; † 28. Oktober 1878 in Wiesbaden) war ein deutscher Pädagoge, Schriftsteller, Musiker und russischer Staatsrat, der im Dienste der russischen Zaren stand.

## Leben
August Theodor von Grimm wurde als Sohn eines Schneidermeisters geboren und wuchs im thüringischen Arnstadt auf. Er besuchte das dortige Gymnasium. 1823 bezog er die Universität Jena, wo er sich anfangs der Medizin widmete, dann aber dem Studium der Philosophie und Geschichte zuwandte. Nachdem er seine Studien in Halle und Berlin vollendet hatte, begab er sich 1827 zu einem Onkel nach Sankt Petersburg, wo er vorzugsweise französische, englische und russische Sprachstudien trieb und mehrere Jahre als Lehrer an einer Erziehungsanstalt wirkte. Nachdem er 1832 die Gräfin Wielhorsky auf einer Reise nach Deutschland, Frankreich, Italien und der Schweiz begleitet hatte, vertiefte er sich in Rom eine Zeitlang in das Studium der klassischen Altertümer. 1833 kehrte er nach Petersburg zurück und besuchte 1834 mit dem Sohn des späteren russischen Reichskanzlers, Grafen Nesselrode, die größeren Höfe Deutschlands sowie London, Paris, Madrid und Lissabon.
Nach seiner Rückkehr nach Russland 1835 wurde Grimm zum Studiendirektor ernannt. In dieser Stellung stand er im Dienst des Kaisers Nikolaus I. und leitete seit 1835 die Erziehung des Großfürsten Konstantin sowie seit 1838 den Unterricht der früh verstorbenen Großfürstin Alexandra und ihrer beiden Schwestern. Den Großfürsten Konstantin begleitete er von 1845 bis 1847 auf ausgedehnten Reisen. Grimm besuchte dabei das ganze europäische Russland und die kaukasischen Länder, hielt sich längere Zeit in Konstantinopel auf, bereiste dann Syrien und Griechenland, wo er eine längeren Zeitspanne griechische Altertümer studierte, und machte schließlich einen Abstecher nach Algerien. Mit der Vermählung des Großfürsten Konstantin 1847 endete Grimms Funktion als Studiendirektor. Der Kaiser ernannte ihn damals zum Staatsrat mit dem Prädikat Exzellenz und verlieh ihm das Komturkreuz des Wladimirordens, womit die Erhebung in den erblichen Adelsstand des Reichs verknüpft war. Er durfte sich als Staatsrat fortan von Grimm nennen. Daraufhin übernahm er bis 1852 die Erziehung der jüngeren Großfürsten Nikolai und Michael.
Ende 1852 zog sich Grimm aus Gesundheitsrücksichten nach Dresden zurück, wo er u. a. seine Wanderungen nach Südosten (3 Bde., Berlin 1855–57) veröffentlichte. Er ging 1858 wieder nach Petersburg und übernahm hier die Erziehung der Kinder des Kaisers Alexander II. Da er diese in europäischem Geist leitete, geriet er mit der nationalrussischen Hofpartei in Konflikt. Die Misshelligkeiten steigerten sich noch, als er den Roman Die Fürstin der siebenten Werst (Petersburg 1858; deutsch, 2. Aufl., 2 Bde., Leipzig 1861) schrieb, in dem er die russischen Zustände, insbesondere den Petersburger Adel, vortrefflich schilderte. Der Titel des Romans war von dem in Petersburg üblichen Brauch hergeleitet, mit der siebenten Werst des Peterhofer Wegs eine berühmte psychiatrische Klinik bei Petersburg zu bezeichnen.
Nach dem Tod der Kaiserin-Mutter Alexandra Fjodorowna (1. November 1860) nahm Grimm als Erzieher seine Entlassung und siedelte nach Berlin über, wo er ein umfassenderes Werk über die Verstorbene unter dem Titel Alexandra Feodorowna, Kaiserin von Russland (2. Aufl., 2 Bde., Leipzig 1866) ausarbeitete. Später siedelte er nach Wiesbaden über, wo er am 28. Oktober 1878 im Alter von 72 Jahren starb. Er wurde auf dem russischen Friedhof auf dem Neroberg in Wiesbaden bestattet.

## Werke
- August Theodor von Grimm: Alexandra Feodorowna: Kaiserin von Russland. Band 1–2, S. 289 (Digitalisat).